# Château de La Bâtie en Royans
Le château de La Bâtie en Royans se situe dans la commune de Saint Laurent en Royans. Il se situe sur une voie de circulation anciennement créée pour permettre d'accéder à la forge située au bord du Cholet, une rivière drômoise. C'est sur ce chemin que se trouve aussi le pont des Chartreux, qui a permis l’accès jusqu'au col de la Machine.
Le château était aux XIVe et XVe siècles le domaine des Béranger, qui étaient les barons de Sassenage.
Il ne reste aujourd'hui plus que des ruines de l'ancien bâtiment ainsi que des fossés de la forteresse.
Il est encore possible aujourd'hui de voir ces vestiges en se rendant au bord du Cholet, où il reste aussi d'autres ruines, roues à eau...